# Campionati caraibici di ciclismo su strada 2024
I campionati caraibici di ciclismo su strada 2024 (en.: Caribbean Road Championship) si sono svolti dal 2 al 3 novembre 2024 a Georgetown, in Guyana. È stata la sesta edizione della manifestazione.
Si sono disputate un totale di 4 diverse gare: due in linea e due cronometro individuali.

## Calendario
Tutti gli orari sono nell'ora locale UTC-4.
| Data                   | Ora                    | Località                | Prova                  | Distanza               |
| Cronometro individuali | Cronometro individuali | Cronometro individuali  | Cronometro individuali | Cronometro individuali |
| ---------------------- | ---------------------- | ----------------------- | ---------------------- | ---------------------- |
| 2 novembre             | 9:01                   | Georgetown - Georgetown | Femminile élite        | 18 km                  |
| 2 novembre             | 9:19                   | Georgetown - Georgetown | Maschile élite         | 36 km                  |
| Corsa in linea         |                        |                         |                        |                        |
| 3 novembre             | 9:00                   | Georgetown - Georgetown | Femminile élite        | 85 km                  |
| 3 novembre             | 9:00                   | Georgetown - Georgetown | Maschile élite         | 155 km                 |

## Medagliere
| Pos.   | Nazione         | Oro | Argento | Bronzo | Totale |
| ------ | --------------- | --- | ------- | ------ | ------ |
| 1      | Cuba            | 1   | 1       | 1      | 3      |
| 1      | Bermuda         | 1   | 1       | 1      | 3      |
| 2      | Belize          | 1   |         | 1      | 2      |
| 3      | Rep. Dominicana |     | 1       | 1      | 2      |
| 4      | Giamaica        | 1   |         |        | 1      |
| 5      | Guadalupa       |     | 1       |        | 1      |
| Totale | Totale          | 4   | 4       | 4      | 12     |

## Sommario degli eventi
| Eventi        | Oro                   | Tempo                      | Argento                            | Tempo | Bronzo                      | Tempo   |
| Uomini Elite  |                       |                            |                                    |       |                             |         |
| Gara in linea | Cory Williams Belize  | 3h46'07" Media 41,129 km/h | Randol Izquierdo Cuba              | s.t.  | Diego Milán Rep. Dominicana | s.t.    |
| Cronometro    | Conor White Bermuda   | 41'33" Media 51,986 km/h   | Kaden Hopkins Bermuda              | a 35" | Cory Williams Belize        | a 1'35" |
| Donne Elite   |                       |                            |                                    |       |                             |         |
| Gara in linea | Llori Sharpe Giamaica | 2h07'06" Media 40,126 km/h | Flor Espiritusanto Rep. Dominicana | a 7"  | Daymelin Perez Cuba         | s.t.    |
| Cronometro    | Daymelin Perez Cuba   | 25'36" Media 42,188 km/h   | Bérénice Paul Guadalupa            | a 7"  | Gabriella Arnold Bermuda    | a 12"   |